# SC 1903 Weimar
Maillots
Dernière mise à jour : 25 février 2011.
Le SC 1903 Weimar est un club allemand de football, localisé dans la ville de Weimar en Thuringe.

## Histoire

### De 1903 à 1945
Le club fut fondé le 22 février 1903 sous l’appellation Fussball-Club Weimar 1903 ou FC Weimar 03. L’année suivante, il fut renommé Sport-Club Weimar.
En 1914 et 1916 le club disputa le tour final du championnat de la Verband Mitteldeutscher Ballspiel-Vereine (VMBV).
En 1945, le club fut dissous par les Alliés, comme tous les clubs et associations allemands (voir Directive n°23). Des membres de l’ancien club reconstituèrent la Sportgemeinschaft Weimar-Ost ou SG Weimar-Ost.
La Ville de Weimar comme toute la Thuringe se retrouva en zone soviétique, puis en RDA à partir d’octobre 1949.

### Époque de la RDA

#### SG Weimar-Ost
Lors de la saison 1947-1948, la SG Weimar-Ost fut sacré champion du Länder de Thuringe devant le SG Sömmerda. Grâce à ce titre, il participa à la phase finale de  l’Ostzonenmeisterschaft. En Quarts de finale, il s’imposa (0-1, après prolongation) contre le SG Cottbus-Ost. En demi-finale, il dut baisser pavillon (5-0) contre le fut vainqueur, le SG Planitz.
Le 20 août 1948, le SG Weimar-Ost fusionna avec la SG Weimar-Falkenburg et la SG Fimaia Weimar pour former la SG Eintracht Weimar. En 1949, à la suite de la réforme des clubs, le club devint une Betriebssportgemeinschaft (BSG). Ce fut la Betriebssportgemeinschaft Kommunale Wirtschaftsunternehmen Weimar ou BSG KWU Weimar.

#### BSG KWU Weimar / BSG Turbine Weimar
Au terme de la saison 1949-1950, le 18 avril 1950, le BSG KWU Weimar remporta la finale du  Thüringer Fußballmeisterschaft (Championnat de football de Thuringe), en battant le SG Lauscha (1-0), au Georgi-Dimitroffstadion d’Erfurt. Grâce à cela il se qualifia pour la DDR-Oberliga, la plus haute division est-allemande.
Lors de la saison 1950-1951, le club se vit affecté un autre groupe d’entreprises de soutien et devint la BSG Turbine Weimar. Il termina le championnat à la 16e place sur 18, mais fut relégué en compagnie du 17e (SV Lichtenberg 47) car les dirigeants politiques décidèrent que le dernier classé, le club berlinois du VfB Pankow serait maintenu parmi l’élite et prendrait le nom de BSG Einheit Pankow. Cela parce que l’équipe initiale du "VfB" avait préféré passer en "secteur ouest". 
En 1951-1952, Turbine Weimar évolua en DDR-Liga, la 2e division créée l’année précédente. Le club y évolua jusqu’au terme du championnat 1954-1955. Dans le courant de cette saison, le club avait été rebaptisé BSG Lokomotive Weimar.
À la fin de la compétition, plusieurs changements intervinrent dans le football est-allemand. D’une part, la DDR-Liga fut scindée en deux niveaux: la I. DDR-Liga et la II. DDR-Liga. D’autre part, il fut décidé de suivre le modèle soviétique, à savoir des compétitions débutant au printemps et se terminant à la fin de l’automne d’une même année calendrier. Pendant l’automne 1955, il fut joué un "tour de transition" (en Allemand: Übergangsrunde), sans montée, ni descentes.

#### BSG Lokomotive Weimar
Le BSG Lokomotive Weimar joua l’Übergangsrunde 1955 dans la II. DDR-Liga, Groupe Süd. Il en remporta le titre au terme de la saison 1956. Le club joua en I. DDR-Liga jusqu’au terme de la saison 1960. Treizième sur quatorze, il fut relégué. Cette saison fut la dernière jouée selon le "modèle soviétique".
En 1958, le club atteignit les demi-finales de la FDGB Pokal, où il s’inclina (1-2) contre le Lokomotive Leipzig.
Lors que les compétitions reprirent à l’été 1961, le club avait reçu une nouvelle dénomination BSG Motor Weimar.

#### BSG Motor Weimar

Ancien logo du BSG Motor Weimar

Le BSG Motor Weimar remporta directement le titre en II. DDR-Liga, Groupe 5 et remonta au deuxième niveau. En 1963, le II. DDR-Liga fut dissoute et la 2e division est-allemande retrouva le nom de DDR-Liga. Motor Weimar y resta jusqu’au terme de la saison 1967-1968. Il fut alors relégué en Bezirksliga Erfurt.
Le club en fut trois fois vice-champion consécutivement. En 1971, ce classement lui permit de remonter vers la DDR-Liga qui passait de 2 à 5 séries. Dixième sur douze, du Groupe E, en 1972, il directement relégué.
Le BSG Motor Weimar conquit le titre de la Bezirksliga Erfurt en 1975 et retourna en DDR-Liga. Il y fut vice-champion du Groupe E, trois saisons de rang de 1978 à 1980.
À la fin de la saison 1983-1984, la DDR-Liga fut réduite de 5 à 2 séries. Classé 8e sur 12 dans le Groupe E, Motor Weimar redescendit en Bezirksliga Erfurt.
Le club gagna immédiatement le titre de sa Bezirksliga et remonta en Division 2.
Dans le courant de la saison 1989-1990, la DDR-Liga fut rebaptisée NOFV-Liga. Le 28 juin 1990, le BSG Motor Weimar fut renommé SV Motor Weimar. À la fin de la saison suivante, le 22 juillet 1991, le cercle reprit son appellation historique de SC 1903 Weimar. Ayant terminé à la 10e place, le club fut reversé en Oberliga Nordost, soit le 3e niveau du football allemand réunifié.

### SC 1903 Weimar
Le club joua deux saisons en Oberliga Nordost, puis fut relégué en Landesliga Thüringen (à l’époque niveau 4). À la fin de la saison suivante, cette ligue devint le 5e étage de la pyramide du football allemande à la suite de l'instauration des Regionalligen en tant que Division 3.
Le SC 1903 Weimar remporta le titre de la Landesliga Thüringen en 1995 et monta en Oberliga Nordost Süd. Il y presta deux saisons, puis redescendit en Landesliga Thüringen.
Depuis 1997, le SC 1903 Weimar évolue dans cette ligue renommé Thüringerliga et qui est devenue le 6e niveau de la hiérarchie allemande (depuis 2008 et la création de la 3. Liga).

## Palmarès
- Champion du Länder de Thuringe: 1948, 1950.
- Vice-champion de la DDR-Liga, Groupe E: 1978, 1979, 1980,
- Champion de la II.DDR-Liga, Groupe Süd: 1956.
- Champion de la II. DDR-Liga, Groupe 5: 1962.
- Champion de la Bezirksliga Erfurt: 1975, 1985
- Vice-champion de la Bezirksliga Erfurt: 1969, 1970, 1971, 1974
- Champion de la Landesliga Thüringen: 1995.

## Localisation

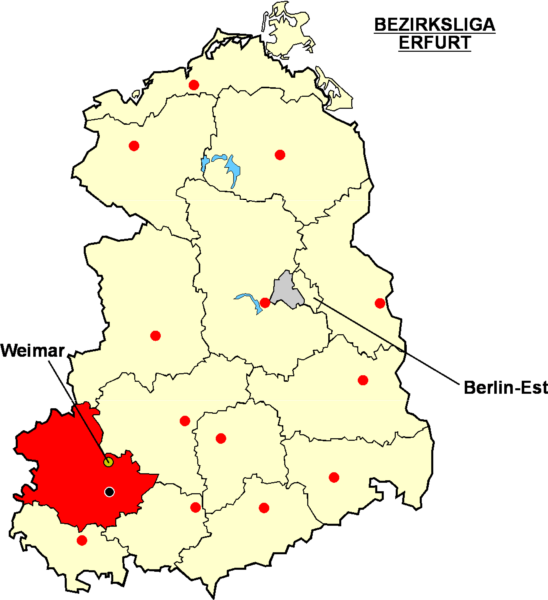
Localisation de Weimar dans la Bezirksliga Erfurt